# Sergia fulgens
Sergia fulgens är en kräftdjursart som först beskrevs av Hansen 1919.  Sergia fulgens ingår i släktet Sergia och familjen Sergestidae. Inga underarter finns listade i Catalogue of Life.